# بایاه
بایاه (به لاتین: Bayah) یک منطقهٔ مسکونی در افغانستان است که در ولایت بادغیس واقع شده‌است.